# Orgelbau Hörl

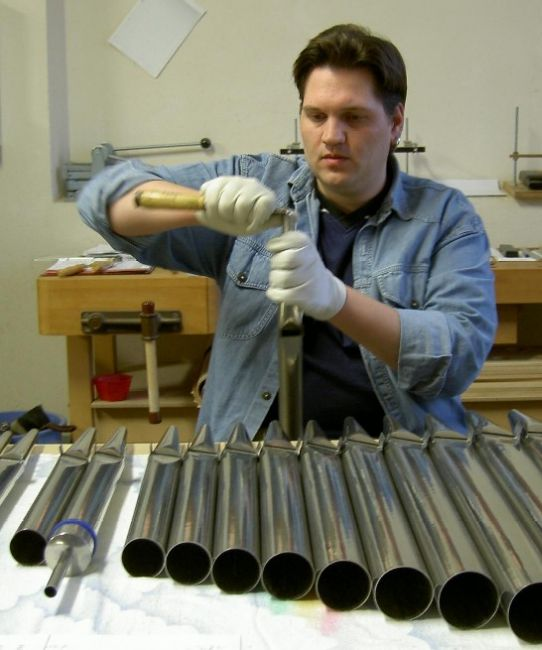
Orgelbauer Karsten Hörl (2010)

Orgelbau Hörl – Werkstatt für künstlerischen Orgelbau war eine deutsche Orgelbaufirma aus Bayern mit Sitz in Helmbrechts in Oberfranken.

## Geschichte
Eine Tradition des Orgelbaus im Hofer Land gab es ab 1739 mit dem Silbermann-Schüler Johann Nikolaus Ritter, seinem Partner Johann Jakob Graichen, dessen Schüler Friedrich Heidenreich und seinem Sohn Eberhard bis Mitte des 19. Jahrhunderts. An diese Tradition knüpfte der Orgelbauer Karsten Hörl an.
Hörl absolvierte seine Lehre bei Georg Jann mit den Schwerpunkten Intonation und Pfeifenherstellung. Er schloss eine Zeit als Intonateur bei einer Orgelbaufirma in Österreich an. Ab 1999 arbeitete er selbstständig und gründete 2005 einen eigenen Betrieb mit Sitz in Helmbrechts im Landkreis Hof.
Zu den Instrumenten, die Fa. Orgelbau Hörl betreute, gehörten u. a. die Johannes-Strebel-Orgel von St. Michael in Stadtsteinach (II/P/27), die Orgel der katholischen Stadtkirche St. Marien in Hof an der Saale (II/P/24), die Orgel der katholischen Pfarrkirche St. Konrad in Hof (II/P/25) und die Orgel der katholischen Filialkirche St. Johannes Nepomuk in Feilitzsch. Von 1999 bis 2016 betreute er die Orgel der Stiftsbasilika Waldsassen (VI/P/101).
Im Frühjahr 2020 übernahm die Firma Vogtländischer Orgelbau Thomas Wolf aus Limbach die Bestände der Orgelbaufirma Hörl.

## Werkliste (Auswahl)
| Jahr | Opus | Ort                           | Gebäude                                  | Bild | Manuale | Register | Bemerkungen                                                                                                  |
| ---- | ---- | ----------------------------- | ---------------------------------------- | ---- | ------- | -------- | --- |
| 2004 | 1    | Weißenbrunn (Kirchenthumbach) | kath. Wallfahrtskirche St. Laurentius    |      | II/P    | 19       | Neubau |
| 2006 | 2    | Mitterteich                   | kath. Stadtpfarrkirche St. Jakob         |      | III/P   | 55       | Neubau. Das Werk findet sich auch als Opus 159 bei Orgelbau Anton Škrabl                                     |
| 2008 |      | Enchenreuth                   | kath. Kirche St. Jakobus der Ältere      |      | II/P    | 13       | Renovierung der Orgel von G. F. Steinmeyer & Co. (1885), erneuert von Hey Orgelbau (1975)                    |
| 2010 |      | Hof                           | kath. Kirche St. Otto                    |      | II/P    | 12       | Renovierung der Orgel von Walcker (1969) → Orgel                                                             |
| 2012 |      | Hof                           | ev.-luth. Kirche St. Lorenz              |      | II/P    | 20       | Renovierung der Orgel von Walcker (1965)                                                                     |
| 2016 |      | Oberkotzau                    | kath. Kirche St. Antonius                |      | II/P    | 20       | Renovierung der Orgel von Erich Bauer (1974)                                                                 |
| 2016 |      | Immenreuth                    | kath. Herz-Jesu-Kirche                   |      | II/P    | 14       | Renovierung der Orgel von Hermann Kloss (1978)                                                               |
| 2017 |      | Hof                           | kath. Kirche St. Pius                    |      | II/P    | 18       | Renovierung der Orgel von Hermann Kloss (1982)                                                               |
| 2018 |      | Schwarzenbach an der Saale    | kath. Kirche St. Franziskus              |      | II/P    | 17       | Renovierung der Orgel von Orgelbau Eisenbarth (1976)                                                         |
| 2018 |      | Peesten                       | ev.-luth. Marienkirche                   |      | II/P    | 14       | Renovierung                                                                                                  |
| 2019 |      | Issigau                       | ev.-luth. Simon-und-Judas-Kirche Issigau |      | II/P    | 15       | Renovierung der Orgel von W. Baumgartner (1983) hinter dem Prospekt von Friedrich Heidenreich (1798) → Orgel |

## Medien

### Tonträger
- Hörl Orgel – St. Jakob Mitterteich. Tritone, Hof 2007.
- Lobet und preiset ihr Völker den Herrn. Chor- und Orgelmusik aus der Stadtpfarrkirche St. Jakob in Mitterteich. Tritone, Hof 2007.